# Iglesia de San Pedro (Claramunt)
La iglesia de San Pedro es una iglesia parroquial románica del pueblo de Claramunt, del antiguo término municipal Fígols de Tremp, integrado actualmente en el de Tremp, de la comarca del Pallars Jussá.
Como Castissent, esta parroquia no pertenece al obispado de Urgel, sino al de Lérida, porque este obispado acogió las parroquias del obispado de Roda cuando este desapareció, a finales de la Edad Media. Con la creación del obispado de Barbastro-Monzón, las parroquias administrativamente aragonesas del obispado de érida fueron integradas en el nuevo obispado y las parroquias de Alsamora, Castissent y Claramunt, que formaban parte del arciprestazgo de Tolva, pasaron a ser regidas por el rector de Arén, del obispado de Barbastro-Monzón, a pesar de no haber dejado de pertenecer oficialmente al de Lérida.